# Архангельская (Архангельская область)
Архангельская — нежилая деревня в Шенкурском районе Архангельской области. Входит в состав муниципального образования «Верхопаденьгское».

## География
Деревня расположена в южной части Архангельской области, в таёжной зоне, в пределах северной части Русской равнины, в 62 километрах на юг от города Шенкурска, на левом берегу реки Паденьга, притока Ваги. Ближайшие населённые пункты: на севере деревня Юрьевская.
Часовой пояс
Архангельская, как и вся Архангельская область, находится в часовой зоне МСК (московское время). Смещение применяемого времени относительно UTC составляет +3:00.

## Население
| 2002 | 2010 | 2012 |
| ---- | ---- | ---- |
| 4    | ↘0   | →0   |

## История
Указана в «Списке населённых мест по сведениям 1859 года» в составе Шенкурского уезда(1-го стана) Архангельской губернии под номером «2039» как «Архангельская (Юрьевская)». Насчитывала 3 двора, 6 жителей мужского пола и 4 женского.
В «Списке населенных мест Архангельской губернии к 1905 году» деревня Архангельская насчитывает 14 дворов, 35 мужчин и 39 женщин.  В административном отношении деревня входила в состав Паденгского сельского общества Устьпаденгской волости.
В марте 1918 года Остахинская волость выделилась из состава Паденгской и деревня Архангельская оказалась в составе новой Остахинской волости, Остахинского сельского общества. На 1 мая 1922 года в поселении 14 дворов, 25 мужчин и 41 женщина.